# Александрино (парк)
Александри́но — парк (лесопарк), расположенный в Кировском районе Санкт-Петербурга между проспектом Стачек, проспектом Народного Ополчения и улицей Козлова. Парк делится проспектом Ветеранов на две части — северную и южную. Площадь — 110,52 га.
Парк Александрино возник в начале XIX века и включает парки бывших усадеб Александрино (северная часть) и Ульянка (южная часть), которые во второй половине XVIII века принадлежали государственному и военному деятелю Ивану Чернышёву, а в середине XIX века были куплены графом Дмитрием Шереметевым. В середине XIX века в усадьбе Александрино был создан пейзажный парк (архитекторы Николай Бенуа, К. Мюллер и др.).
Во время Великой Отечественной войны территория парка находилась в непосредственной близости от переднего края обороны Ленинграда. Парк был значительно разрушен, постройки усадьбы Ульянка были уничтожены, от усадьбы Александрино у главного дома (Чернышёва дача) были полностью разрушены галерея и восточный флигель, в 1960-е годы здание было реконструировано.
С 1970-х годов парк Александрино является местом отдыха жителей соседних районов массового жилищного строительства Ульянка и Дачное. В 1980-х годах центральная часть парка была реконструирована в качестве зоны отдыха.
Парк находится под угрозой уплотнительной застройки, которая ведётся, несмотря на «десятки выигранных жителями судов». Разрешение на проезд через парк строительной техники, которое выдал городской комитет охраны исторических памятников (КГИОП), было признано судом незаконным.

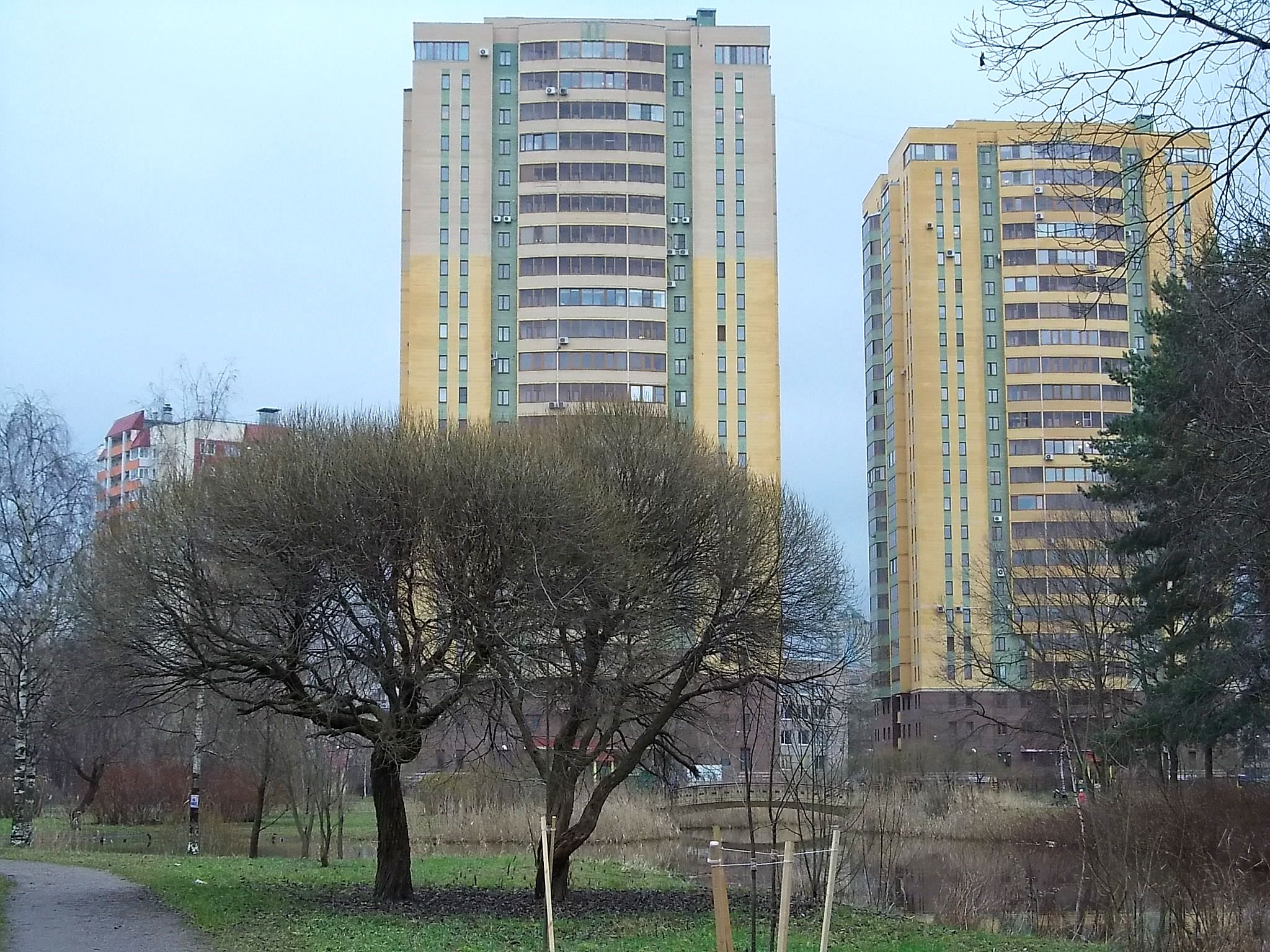
Дома "наступающие" на парк
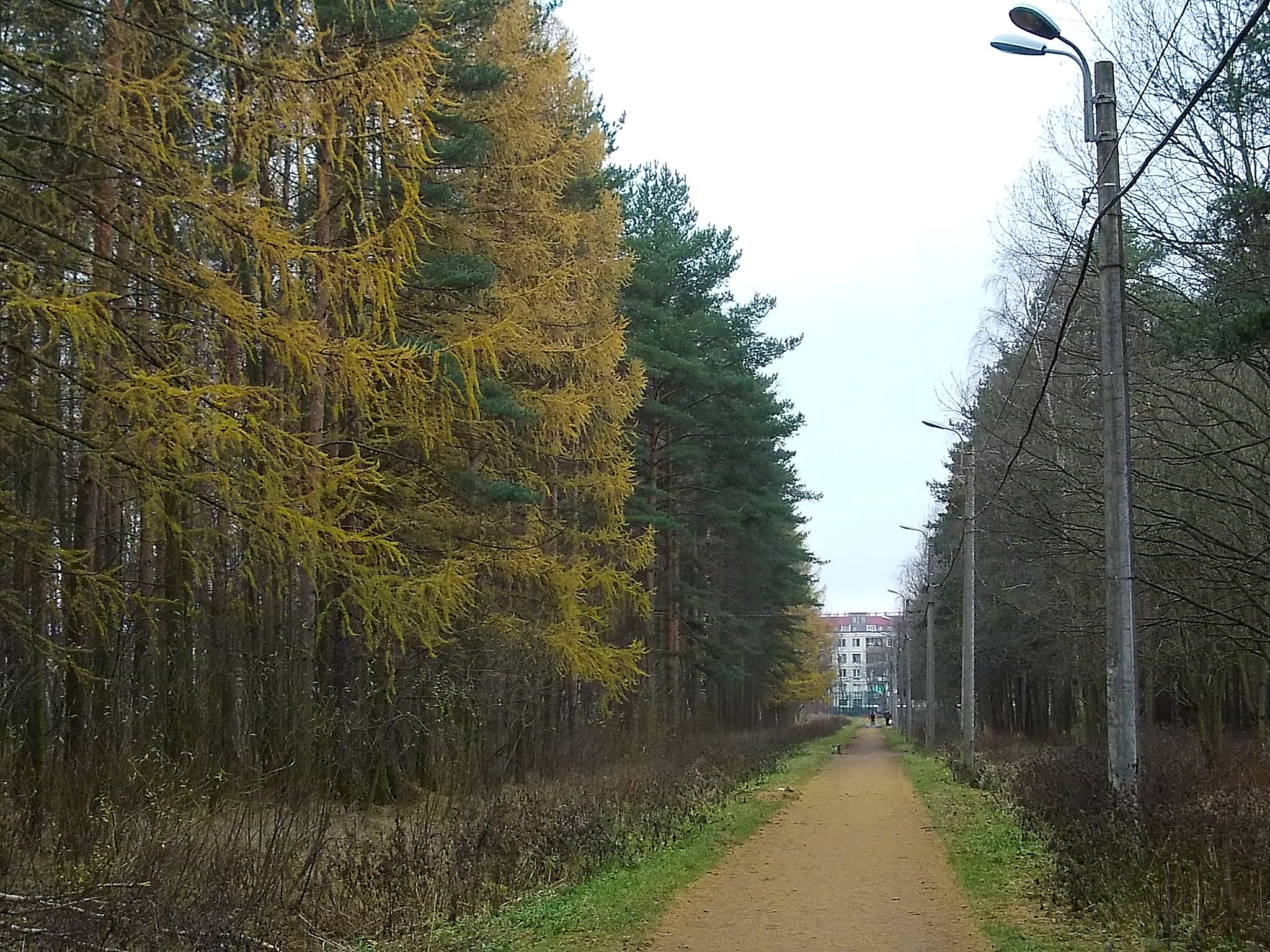
Аллея в южной части парка
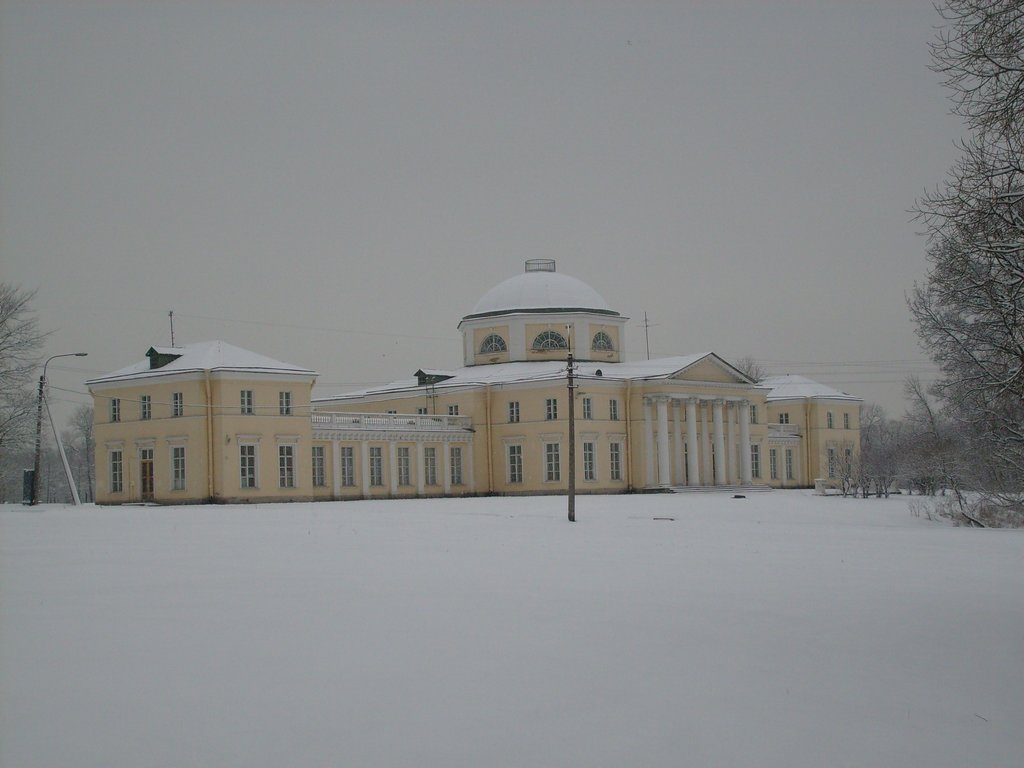
Усадебный дом в 2008 г.
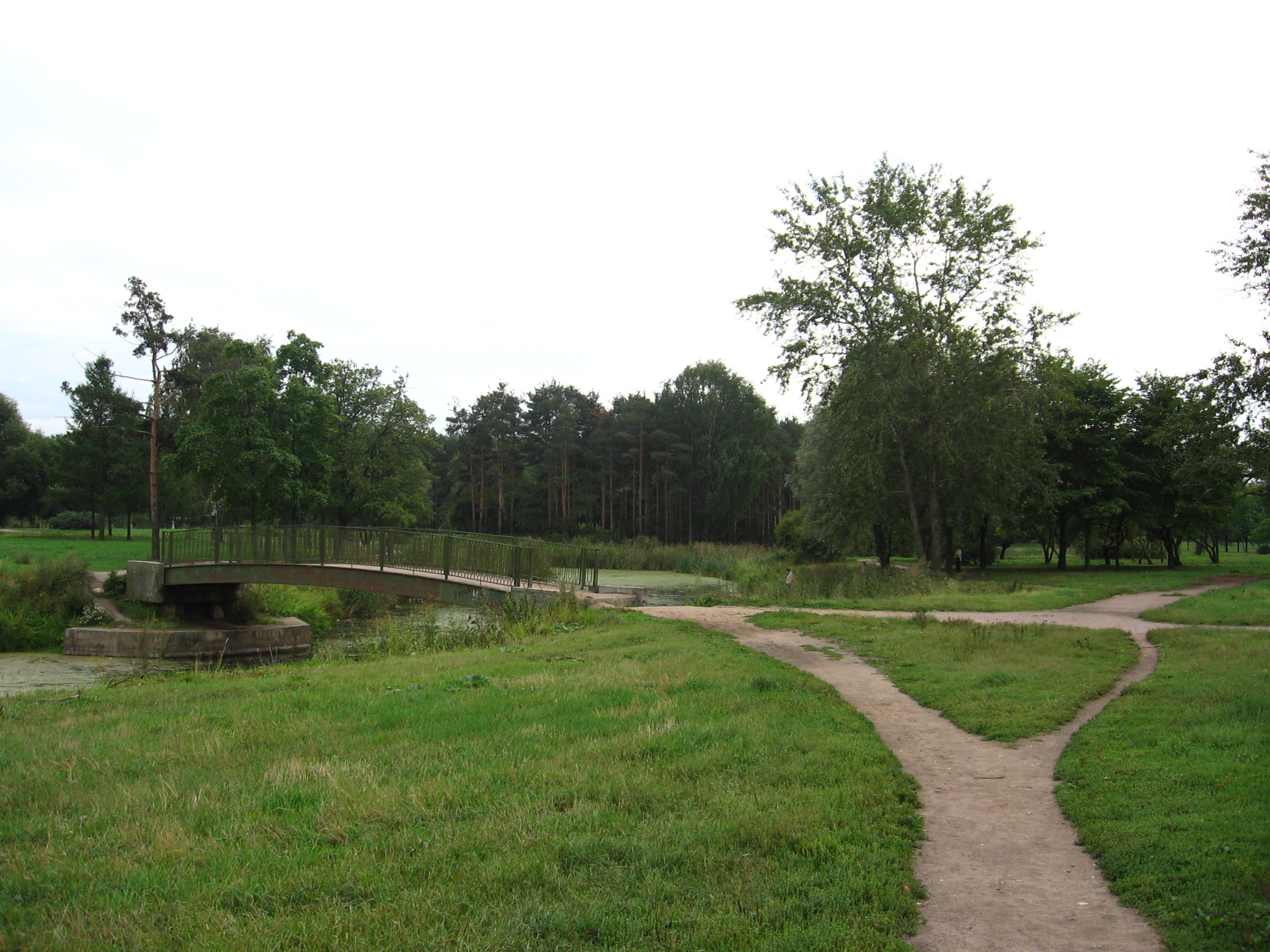
Расходящиеся тропки